# Aliciella

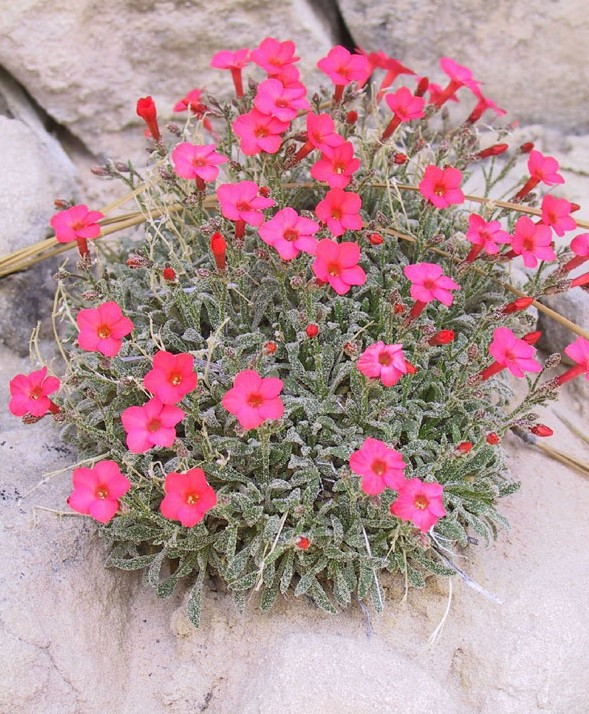
Aliciella caespitosa

Aliciella es un género de plantas de la familia Polemoniaceae. Tiene  21 especies.

## Taxonomía
El género fue descrito por August Brand y publicado en Helios 22: 78. 1905. La especie tipo es: Aliciella triodon (Eastw.) J.Mark Porter
Etimología
Aliciella: nombre genérico otorgado en honor de Alice Eastwood.

## Especies aceptadas
A continuación se brinda un listado de las especies del género Aliciella aceptadas hasta octubre de 2014, ordenadas alfabéticamente. Para cada una se indica el nombre binomial seguido del autor, abreviado según las convenciones y usos.
- Aliciella caespitosa (A.Gray) J.Mark Porter
- Aliciella formosa (Greene] ex Brand) J.Mark Porter
- Aliciella haydenii (A.Gray) J.Mark Porter
- Aliciella heterostyla (S.Cochrane i A.G.Day) J.Mark Porter
- Aliciella hutchinsifolia (Rydb.) J.Mark Porter
- Aliciella latifolia (S.Wats.) J.Mark Porter
- Aliciella leptomeria (A.Gray) J.Mark Porter
- Aliciella lottiae (A.G.Day) J.Mark Porter
- Aliciella mcvickerae (M.E.Jones) J.Mark Porter
- Aliciella micromeria (A.Gray) J.Mark Porter
- Aliciella nyensis (Reveal) J.Mark Porter
- Aliciella penstemonoides (M.E.Jones) J.Mark Porter
- Aliciella pinnatifida (Nutt. ex Gray) J.Mark Porter
- Aliciella ripleyi (Barneby) J.Mark Porter
- Aliciella sedifolia (Brandeg.) J.Mark Porter
- Aliciella subacaulis (Rydb.) J.Mark Porter
- Aliciella subnuda (Torr. ex A.Gray) J.Mark Porter
- Aliciella tenuis (F.G.Sm. i Neese) J.Mark Porter
- Aliciella triodon (Eastw.) J.Mark Porter